# Stopan
Stopan je naseljeno mjesto u općini Kotor Varoš, Republika Srpska, Bosna i Hercegovina.

## Zemljopis
Stopan se nlazi na prijevoju - uzvisini (oko 680 metara nadmorske visine) izimeđu Crkvenice i Stopanske rijeke, desnih pritoka Vrbanje. Iz ovog sela do Šipraga vodi (pretežno makadamska) lokalna cesta, dužine oko 8 km.

## Povijest
Tijekom Drugog svjetskog rata, ovo selo je učestvovalo u pokretu otpora i bilo značajno partizansko utočište. Između ostalog, siječnja 1944. je primilo veliki broj ranjenika koji su evakuirani iz Divizijske bolnice u klisuri Demićke (kod Šipraga), tijekom Šeste neprijateljske ofanzive. Zbog udaljenosti od glavnih lokalnih komunikacija, Stopan je, i prilikom ostalih neprijateljskih prodora, bio sigurnije pribježište za ostalo lokalno stanovništvo.
Tijekom rata u Bosni i Hercegovini, Vojska Republike Srpske, policijske i paravojne snage su porušili okolna bošnjačka sela, osobito ona uzvodno uz Vrbanju do Kruševa Brda, kao i sva bošnjačka sela nizvodno do Banje Luke. Lokalno stanovništvo je ubijano, a glavnina je protjerana. Nakon 1996., većina šipraških bošnjačkih sela je djelomično obnovljena, zahvaljujući Vladi i vojnicima Luksemburga, tj. bataljonu BELUGA (skr. od: Belgium – Luxembourg – Greece – Austria; u okviru EUFOR-SFOR-a.

## Stanovništvo

### Popisi 1971. – 1991.
| Stopan             |              |              |              |
| godina popisa      | 1991.        | 1981.        | 1971.        |
| Muslimani          | 211 (60,98%) | 177 (46,46%) | 194 (47,67%) |
| Srbi               | 133 (38,44%) | 174 (45,67%) | 204 (50,12%) |
| Hrvati             | 1 (0,29%)    | 1 (0,26%)    | 1 (0,25%)    |
| Jugoslaveni        | 0            | 29 (7,61%)   | 0            |
| ostali i nepoznato | 1 (0,29%)    | 0            | 7 (1,96%)    |
| ukupno             | 346          | 381          | 407          |

### Popis 2013.
| Stopan             |             |
| godina popisa      | 2013.       |
| Bošnjaci           | 91 (79,13%) |
| Srbi               | 24 (20,87%) |
| Hrvati             | 0           |
| ostali i nepoznato | 0           |
| ukupno             | 115         |